# Toleranzbethaus Treffen-Einöde

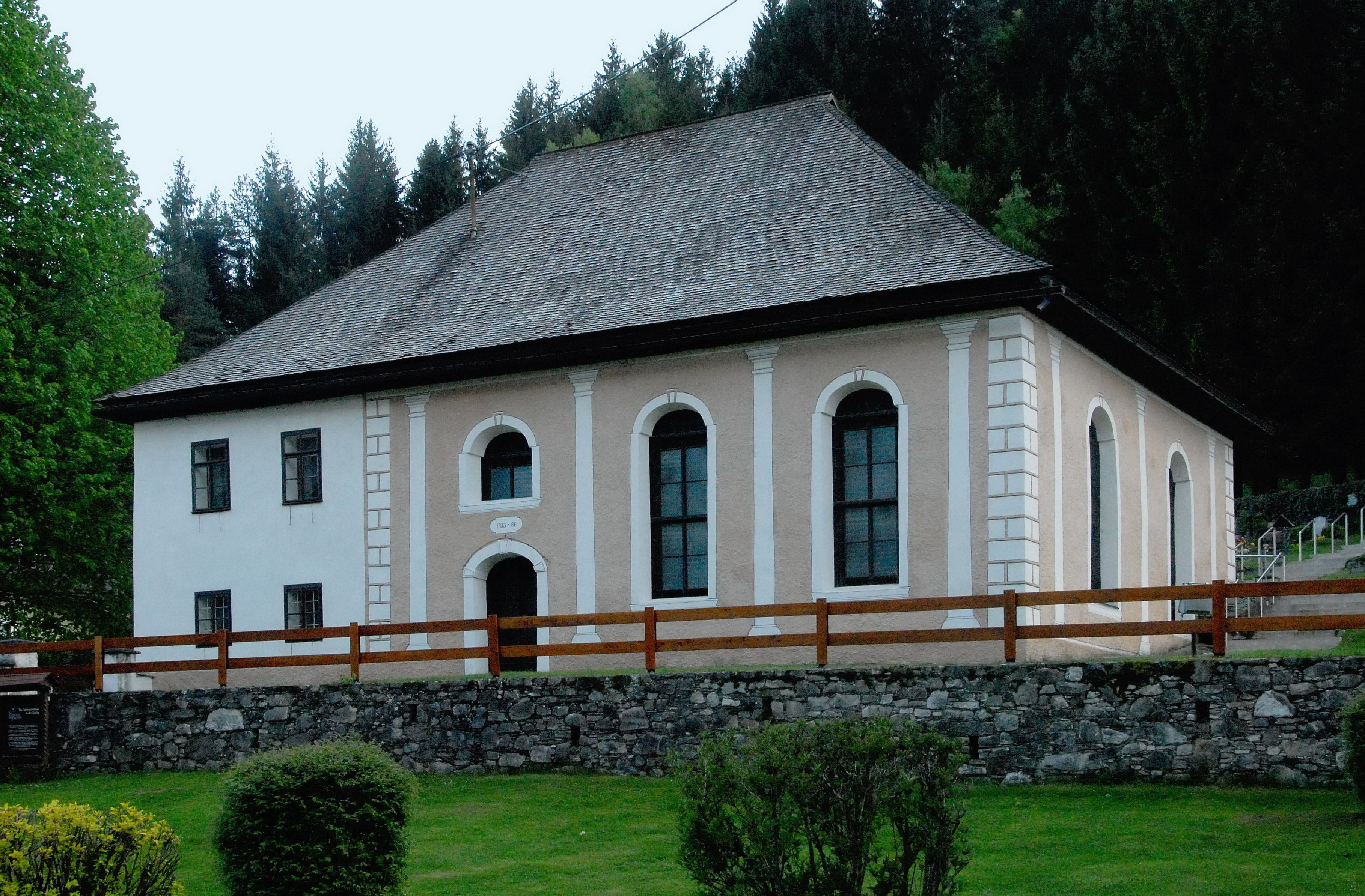
Toleranzbethaus Einöde

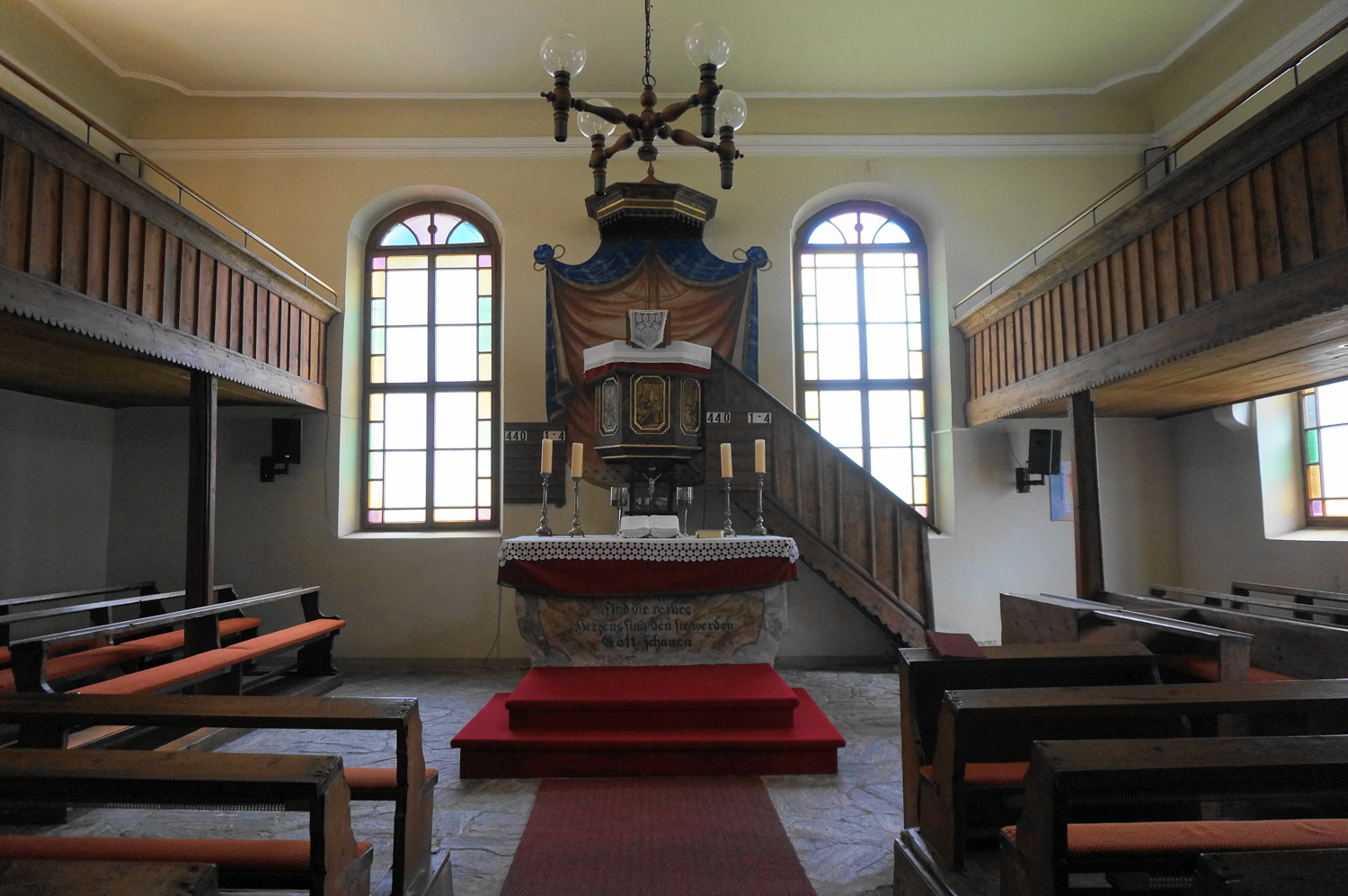
Innenansicht Toleranzbethaus

Das Toleranzbethaus Einöde ist ein evangelisches Kirchengebäude in der Ortschaft Äußere Einöde der Treffner Katastralgemeinde Winklern. Es handelt sich um eine Tochtergemeinde von St. Ruprecht (Stadt Villach).

## Beschreibung
Das evangelische Toleranzbethaus in der Äußeren Einöde wurde zwischen 1783 und 1786 errichtet. Es handelt sich um einen rechteckigen Saalbau mit Walmdach; mit einfacher Pilastergliederung, Rundbogenfenstern und einem seitlichen Rundbogenportal. An der Vorderseite befinden sich zwei Geschoße mit Wohnräumen (Pfarrhaus).
Auf Stützen ruhende Holzemporen (um 1900) umlaufen drei Seiten des Saales, an dessen Stirnwand sich ein einfacher Kanzelaltar befindet. Mit der Renovierung des Jahres 1996 wurde das spätbarocke Architekturdekor wiederhergestellt. Das heutige Aussehen des Toleranzbethauses entspricht mit der rekonstruierten Farbigkeit des auslaufenden 18. Jahrhunderts wieder dem der Erbauungszeit.

## Belege
1. ↑   Dehio-Handbuch. Die Kunstdenkmäler Österreichs. Kärnten. Anton Schroll, Wien 2001, ISBN 3-7031-0712-X, S. 26.

Koordinaten: 46° 41′ 37,9″ N, 13° 49′ 32,4″ O